# Dassault Aviation

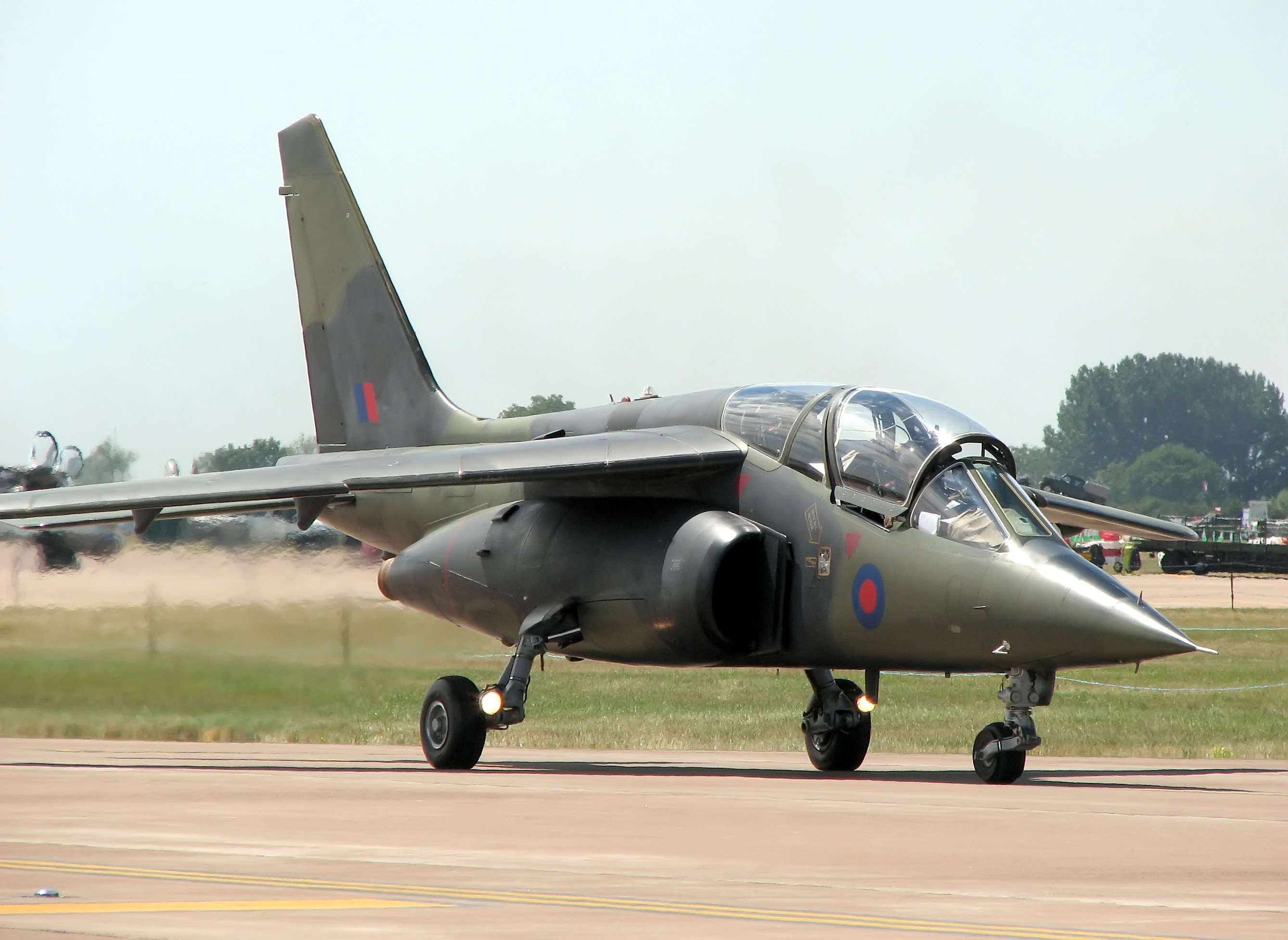
Dassault-Breguet/Dornier Alpha Jet thuộc tổ chức kỹ nghệ quốc phòng Anh QinetiQ

Dassault Aviation là một hãng chế tạo máy bay quân sự, máy bay dân dụng nội địa và thương mại của Pháp, thuộc quyền sở hữu của Tập đoàn Dassault.
Được thành lập vào năm 1930 bởi Marcel Bloch với tên gọi lúc đầu là Société des Avions Marcel Bloch hay "MB". Sau Chiến tranh Thế giới II, Marcel Bloch đổi tên thành Marcel Dassault, và tên gọi của công ty cũng đổi thành Avions Marcel Dassault vào ngày 20 tháng 12-1947. Năm 1971, Dassault mua công ty Breguet, thành lập nên Avions Marcel Dassault-Breguet Aviation (AMD-BA). Năm 1990, công ty được đổi tên thành Dassault Aviation.

## Lịch sử
Société des Avions Marcel Bloch do Marcel Bloch thành lập vào năm 1929. Năm 1935, Bloch và Henry Potez ký một thỏa thuận mua công ty Société Aérienne Bordelaise (SAB), rồi sau đó đổi tên thành Société Aéronautique du Sud-Ouest. Năm 1936, hãng công nghiệp vũ khí Société Nationale de Constructions Aéronautiques du Sud-Ouest (SNCASO) tại Pháp bị quốc hữu hóa. Marcel Bloch được mời làm quản lý đại diện của Bộ Hàng không.
Trong thời gian diễn ra sự chiếp đóng của Đức ở Pháp, ngành công nghiệp hàng không của Pháp thực tế đã bị giải tán. Marcel Bloch bị giam cầm bởi Chính phủ Vichy vào tháng 10-1940. Năm 1944, Bloch bị chuyển tới trại tập trung Buchenwald do Đức chiếm đóng, Bloch bị giam trong trại này đến khi được tự do vào 11 tháng 4-1945.
Ngày 10 tháng 10-1945 tại một đại hội cổ đông bất thường của công ty Société Anonyme des Avions Marcel Bloch, các cổ đông đã bỏ phiếu để chuyển sang dạng công ty trách nhiệm hữu hạn, Société des Avions Marcel Bloch sẽ là công ty giữ vốn. Ngày 20 tháng 1-1947, Société des Avions Marcel Bloch trở thành Société des Avions Marcel Dassault.
Năm 1954, Dassault thiết lập một bộ phận chuyên trách điện tử năm 1962 là Electronique Marcel Dassault, công việc đầu tiên của bộ phận này là bắt đầu phát triển radar trên máy bay, sau đó là các thiết bị tầm nhiệt cho các tên lửa không đối không, thiết bị hỗ trợ dẫn đường và ném bom. Từ thập niên 1950 đến cuối thập niên 1970, xuất khẩu đã trở thành vai trò chính trong thương mại của Dassault, thành công chính là seri máy bay tiêm kích Dassault Mirage và máy bay dân dụng Mystere-Falcon. Tỷ lệ trung bình trong thời kỳ 1952-1977 là 58%.
Vào năm 1965 và 1966, chính phủ Pháp bắt buộc các nhà cung cấp quốc phòng khác nhau phải chuyên môn hóa vào từng phương diện để duy trì sự tồn tại của các công ty. Dassault đã trở thành công ty chuyên về máy bay chiến đấu và máy bay thương mại, Nord Aviation chuyên về tên lửa đạn đạo và Sud Aviation chuyên về trực thăng, máy bay vận tải thương mại và quân sự (Nord Aviations và Sud Aviation sáp nhập năm 1970 thành Aérospatiale).
Ngày 27 tháng 6-1967, Dassault (dưới sự thúc giục của chính phủ Pháp) đã mua 66% giá trị của Breguet Aviation. Thỏa thuận liên doanh Société des Avions Marcel Dassault bị hủy bỏ vào 14 tháng 12-1971, những tài sản của công ty được trao cho Breguet, sau đó được đổi tên thành Avions Marcel Dassault-Breguet Aviation (AMD-BA).
Dassault Systèmes được thành lập năm 1981 để phát triển và tiếp thị chương trình CAD của Dassault, CATIA. Dassault Systèmes đã trở thành một hãng dẫn đầu thị trường trong lĩnh vực này.
Năm 1979 chính phủ Pháp đã nắm giữ 20% cổ phiếu của Dassault và thành lập Societé de Gestion de Participations Aéronautiques (SOGEPA) để quản lý và gián tiếp nắm giữ 25% cổ phiếu của Aerospatiale (chính phủ cũng nắm giữ trực tiếp 75% cổ phiếu của công ty). Năm 1988, chính phủ Pháp chuyển số cổ phiếu của mình trong Dassault Aviation (45.76%) cho Aerospatiale. Ngày 10 tháng 7-2000, Aérospatiale-Matra liên doanh với các công ty khác của Châu Âu để thành lập EADS.
Năm 2000, Serge Dassault từ chức Chủ tích và người kế vị là Charles Edelstenne. Serge Dassault trở thành Chủ tịch danh dự.

## Cổ đông
- Dassault Group (62,17%) [4]
- EADS (9,93%)
- Các nhà đầu tư tư nhân (27,44%)
- Dassault Aviation (0,46%)

## Công ty con
Sogitec, công ty con thuộc sở hữu của Dassault, chuyên mô phỏng hệ thống điện tử hàng không tiên tiến, mô phỏng bay quân sự, và hệ thống tài liệu hình ảnh.

## Các mẫu máy bay

### Quân sự
- MD 315 Flamant, 1947
- MD 450 Ouragan, 1951
- MD 452 Mystère II, 1952

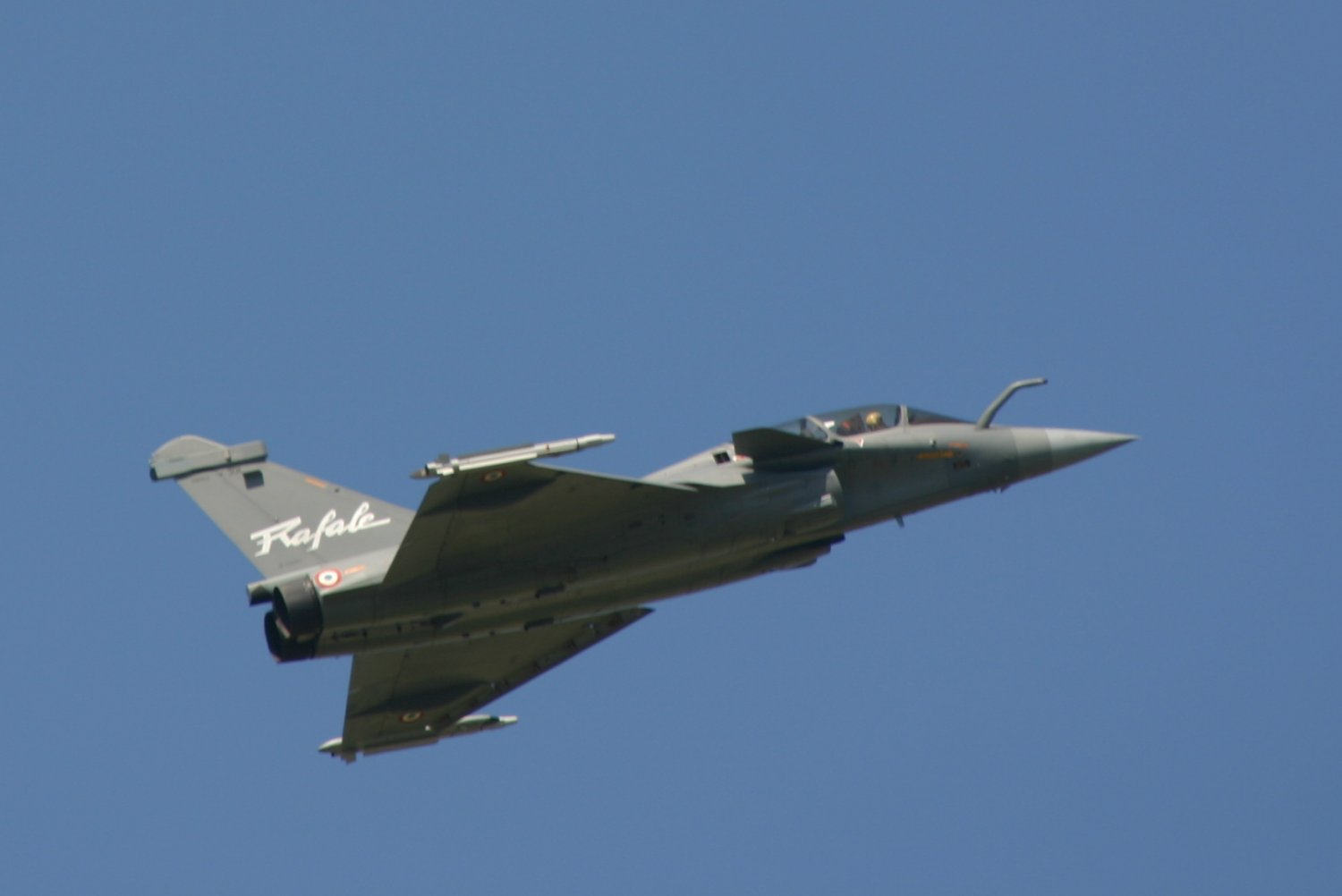
Dassault Rafale. Đang phục vụ trong Hải quân Pháp (Marine Nationale) và Không quân Pháp (Armée de l'Air)

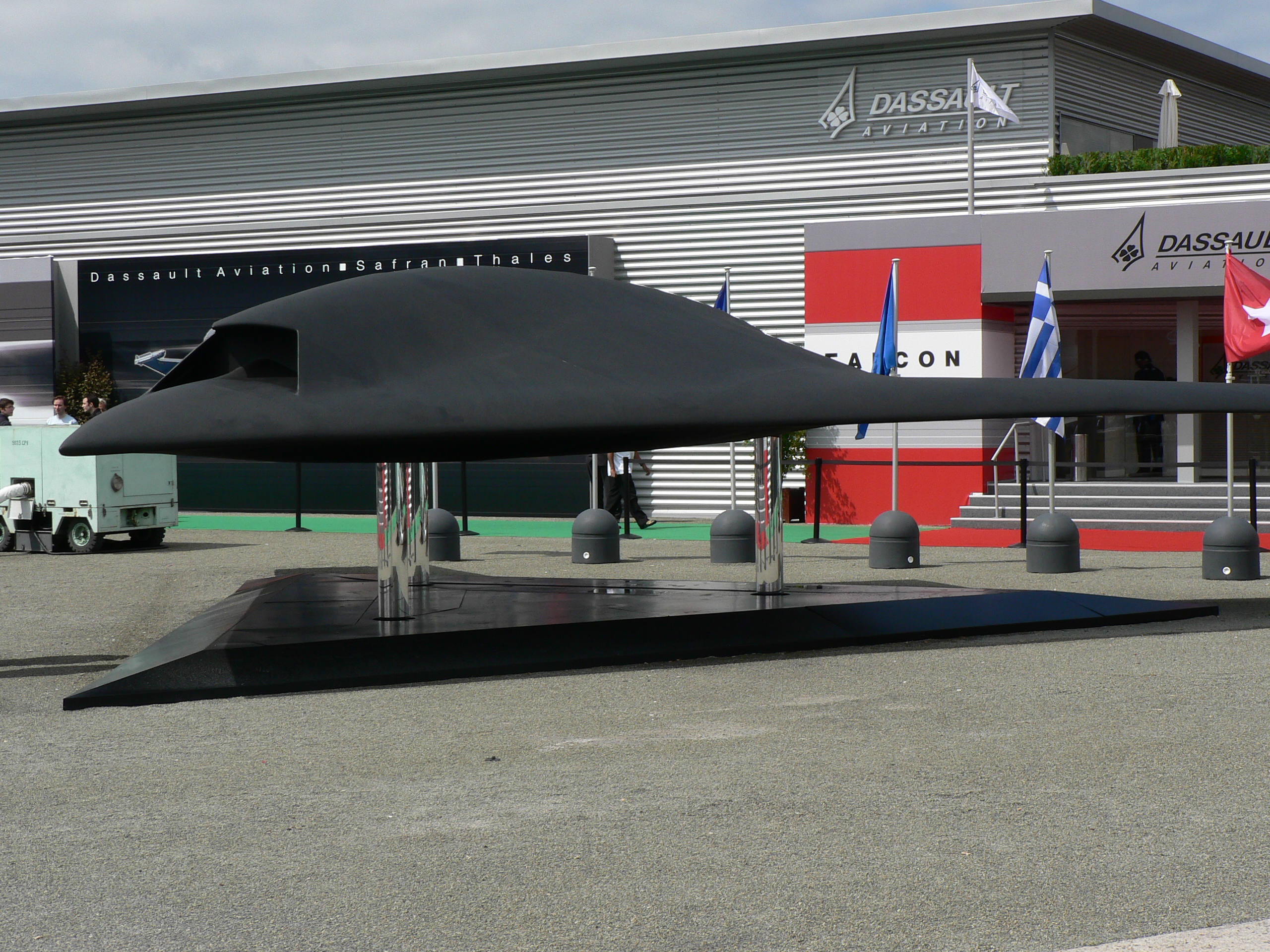
Mô hình kích thước thật của Dassault nEUROn, "mẫu biểu diễn kỹ thuật UCAV châu Âu" tại Triển lãm hàng không Paris 2005.

- MD 453 Mystère III, 1952 (một chiếc tiêm kích đêm MD-452 đã được chế tạo)
- MD 454 Mystère IV, 1952
- MD 550 Mirage, 1955
- Super Mystère, 1955
- Mirage III, 1956,
- Étendard II, 1956
- Étendard IV, 1956
- MD 410 Spirale, 1960
- Mirage IV (ném bom nguyên tử), 1960
- Balzac, 1962
- Atlantique (ATL 1, ban đầu là sản phẩm của Breguet), 1965
- Mirage F1, 1966
- Mirage V, 1967
- Mirage G, 1967
- Milan, 1968
- Mirage G-4/G-8, 1971
- Alpha Jet, 1973
- Jaguar (liên doanh 50/50 với BAC), 1973
- Super Étendard, 1974
- Falcon Guardian 01, 1977
- Mirage 2000, 1978
- Mirage 4000, 1979
- Mirage 50, 1979
- Falcon Guardian, 1981
- Atlantique 2 (ATL 2), 1982
- Mirage III NG, 1982
- Rafale, 1986
- nEUROn, mong đợi xuất hiện năm 2010

### Dân sự
- Dòng Falcon
  - Falcon 10 (Falcon 100)
  - Falcon 20 (Falcon 200)
  - Falcon 30
  - Falcon 50
  - Falcon 900
  - Falcon 2000

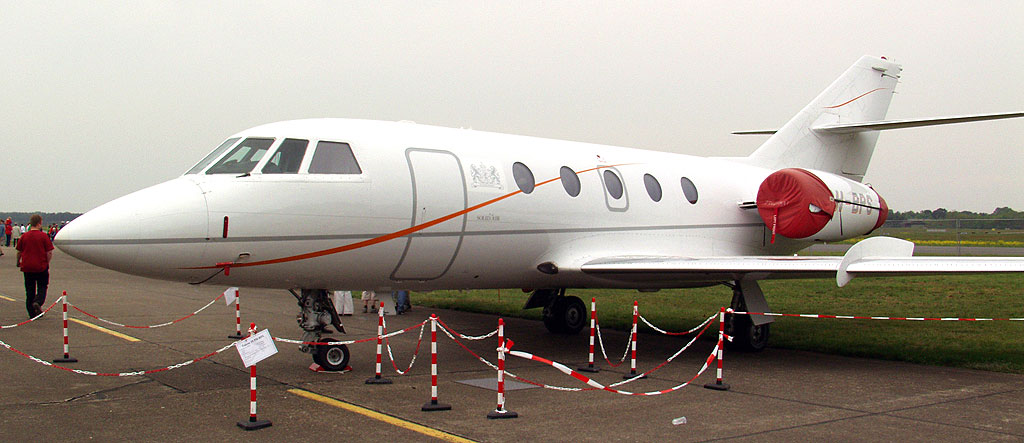
Dassault Falcon (Mystere) 20F-5

  - Falcon 7X (ban đầu là Falcon FNX)
- Dassault M.D.320 Hirondelle
- Mercure
- Dassault Communauté